# I, Culture Orchestra
I, CULTURE Orchestra (ICO)  – program Instytutu Adama Mickiewicza  uruchomiony 2011 roku jako sztandarowy projekt polskiej prezydencji w Unii Europejskiej, polegający na zorganizowaniu  wielonarodowego zespołu orkiestrowego, składającego się w dużej mierze z młodych muzyków spoza Unii Europejskiej. Autorzy programu chcieli podkreślić znaczenie wschodnich i zachodnich korzeni tożsamości kulturowej Europy oraz wagę formowania przez Unię więzów ze wschodnimi sąsiadami. Ich celem było również przeniesienie idei stanowiącej podstawą Partnerstwa Wschodniego na płaszczyznę kultury.
Oferta ICO została skierowana do instrumentalistów w wieku 18-28 lat pochodzących z krajów Partnerstwa Wschodniego. Każdego roku młodzi muzycy z Armenii, Azerbejdżanu, Białorusi, Gruzji, Mołdawii, Polski i Ukrainy uczestniczą w dwuetapowych przesłuchaniach. Wybrani artyści odbywają w Polsce kilkutygodniowe kursy mistrzowskie pod okiem muzyków z czołowych orkiestr na świecie, takich jak London Symphony Orchestra, Philharmonia Orchestra, London Philharmonic Orchestra, czy City of Birmingham Symphony Orchestra. Zakończeniem rezydencji jest międzynarodowe tournée.

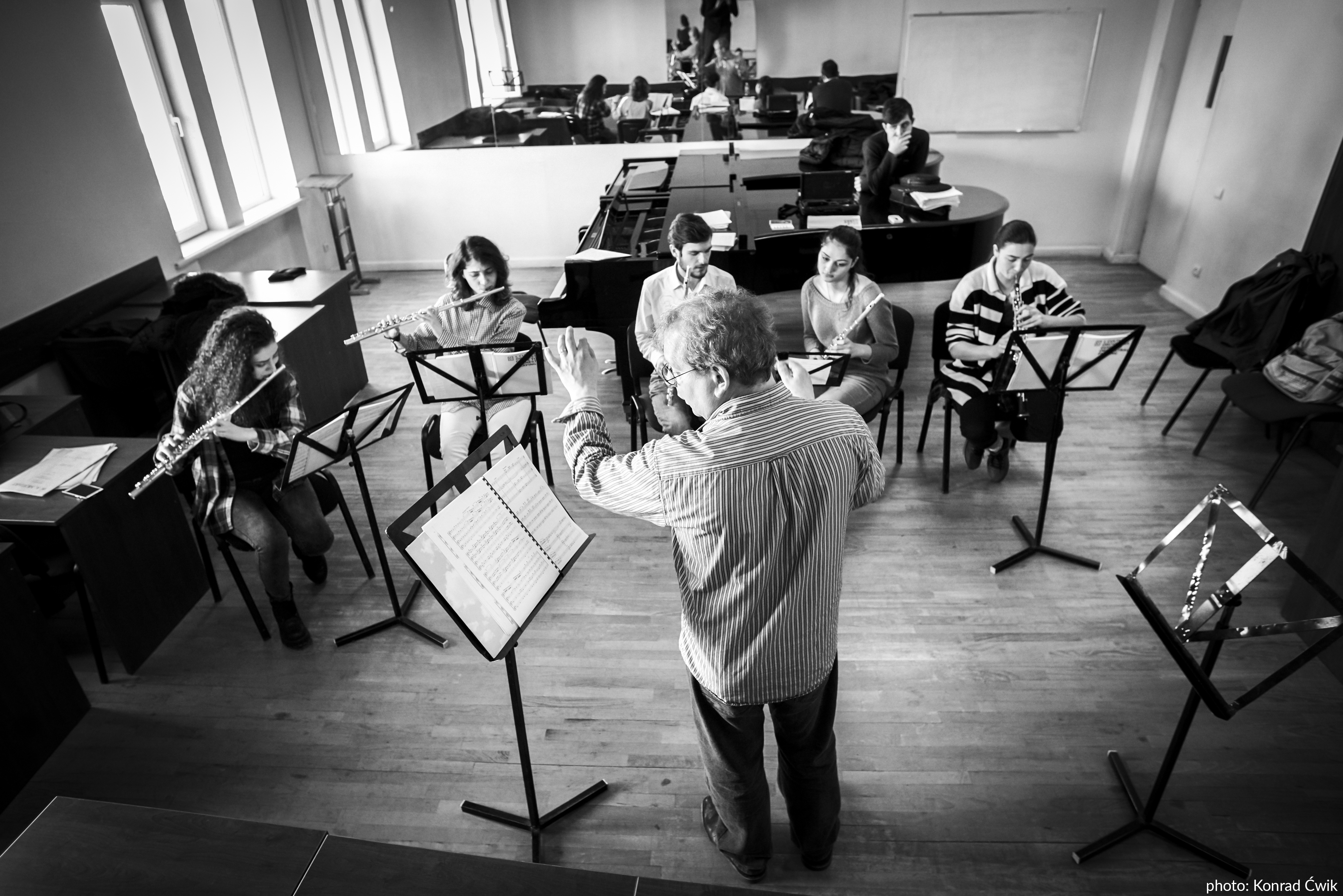
Warsztaty ICO w Tbilisi.

## Historia
W ciągu ośmiu lat funkcjonowania Orkiestry przewinęło się przez nią ponad 700 muzyków, a w warsztatach wzięło udział przeszło 2000 instrumentalistów. ICO występowała z koncertami w Polsce, Niemczech, Wielkiej Brytanii, Hiszpanii, Holandii, Belgii, Francji, we Włoszech, w Szwecji, a także na Islandii, Białorusi, Litwie, Ukrainie oraz Gruzji i Estonii. W ramach piątej trasy koncertowej w 2015 roku  ICO wystąpiła na Placu Niepodległości w Kijowie podczas obchodów Dnia Niepodległości Ukrainy gromadząc 50–tysięczną publiczność oraz milion odbiorców przed telewizorami.
Orkiestra brała udział w następujących festiwalach: Edinburgh International Festival, Festival Radio France, Santander Music Festival, Young Euro Classic, Chopin i Jego Europa, La Roque d'Antheron Festival International, Adige Festival, Kultursommer Nordhessen, Baltic Sea Festival.

### Dyrygenci

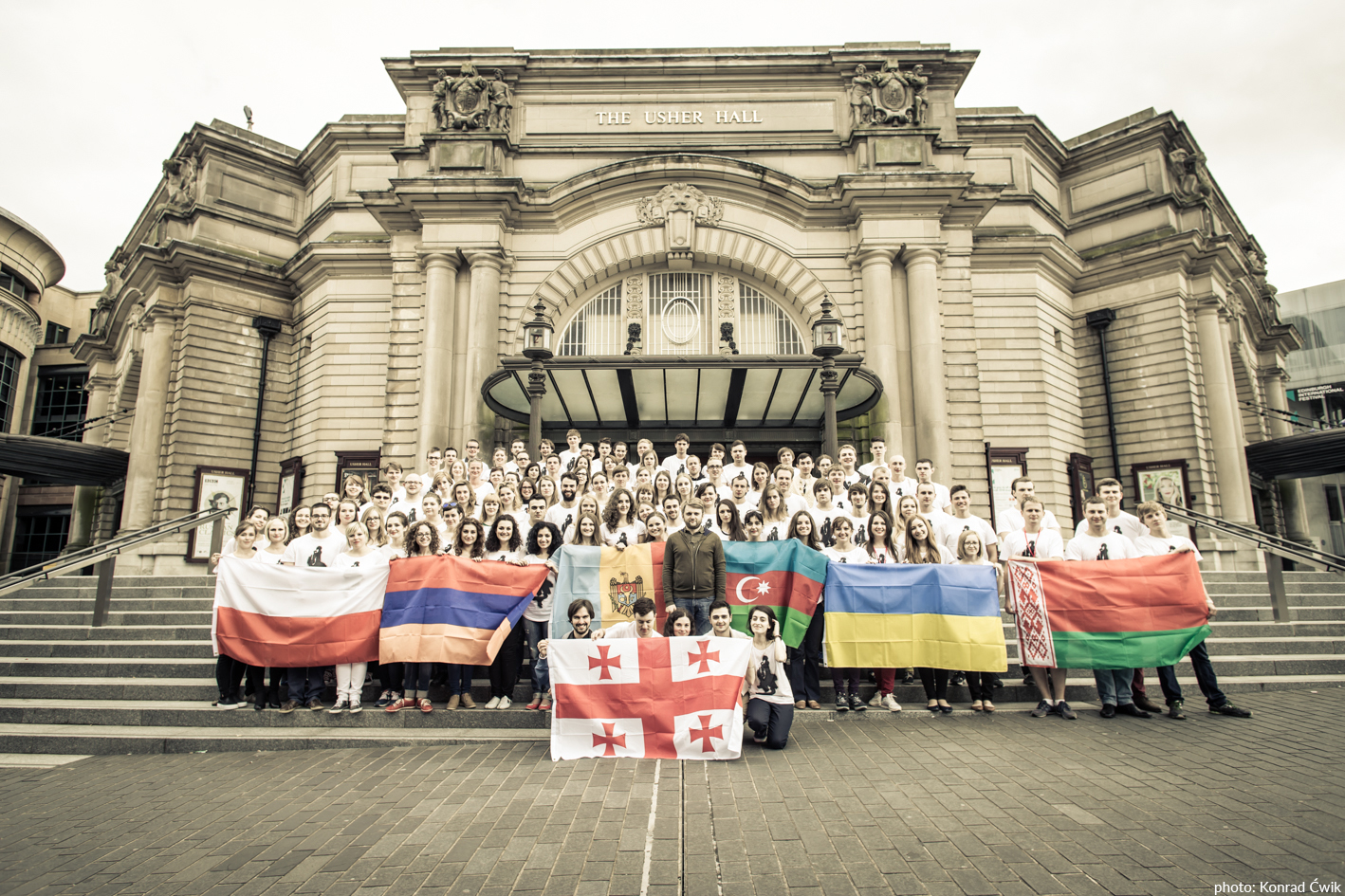
Muzycy z I, CULTURE Orchestra przed the Usher Hall w Edynburgu.

- Kirill Karabits, 2018, 2015, 2014, 2013,
- Andrzej Boreyko, 2017,
- Łukasz Borowicz, 2013,
- Ilyich Rivas, 2012,
- Neville Marriner, 2011,
- Paweł Kotla, 2011.

### Soliści występujący z orkiestrą
Alena Baeva, Michał Baczyło (2014—2019), Lisa Batiashvili, Khatia Buniatishvili, Aleksander Gawryluk, Peter Jablonski, Truls Mørk, Alice Sara Ott, Julian Rachlin, Nemanja Radulović, Benjamin Schmid, Arabella Steinbacher, Agata Szymczewska, Simon Trpczeski, Carolin Widmann.

## Trasy koncertowe
| Rok  | Miasto              | Miejsce                                                                                        |
| ---- | ------------------- | ---------------------------------------------------------------------------------------------- |
| 2018 | Montpellier         | Le Corum – Opera Berlioz                                                                       |
| 2018 | Amsterdam           | Concertgebouw                                                                                  |
| 2018 | Kopenhaga           | Tivoli                                                                                         |
| 2018 | Bruksela            | Conservatoire Royal de Bruxelles, Bozar                                                        |
| 2018 | Warszawa            | Zamek Królewski                                                                                |
| 2018 | Hamburg             | Elbphilharmonie                                                                                |
| 2017 | Warszawa            | Filharmonia Narodowa                                                                           |
| 2017 | Berlin              | Konzerthaus                                                                                    |
| 2017 | Dobiacco            | Gustav Mahler Haus                                                                             |
| 2017 | Mińsk               | Plac Wolności                                                                                  |
| 2017 | Kijów               | Opera Narodowa im. T. Szewczenki                                                               |
| 2015 | Gdańsk              | Centrum Św.Jana                                                                                |
| 2015 | Berlin              | Schauspielhaus                                                                                 |
| 2015 | Kijów               | Opera Narodowa Ukrainy im. T. Szewczenki                                                       |
| 2015 | Kijów               | Plac Niepodległości – Majdan Nezałeżnosti                                                      |
| 2015 | Batumi              | Batumi Art & Music Centre                                                                      |
| 2015 | Santander           | Palacio de Festivales                                                                          |
| 2014 | Gdańsk              | Centrum Św. Jana                                                                               |
| 2014 | Gdańsk              | Filharmonia Bałtycka                                                                           |
| 2014 | Kassel              | Kongress Palais, Stadthalle                                                                    |
| 2014 | La Roque d'Antheron | Parc du Château de Florans                                                                     |
| 2014 | Edynburg            | Usher Hall                                                                                     |
| 2014 | Sztokholm           | Berwaldhallen                                                                                  |
| 2013 | Gdańsk              | Filharmonia Bałtycka                                                                           |
| 2013 | Reykjavik           | Sala Koncertowa „Harpa”                                                                        |
| 2013 | Goeteborg           | Sala Koncertowa w Göteborgu                                                                    |
| 2013 | Kopenhaga           | Sala Koncertowa Królewskiej Akademii Muzycznej w Danii                                         |
| 2013 | Tallin              | Sala Koncertowa „Estonia”                                                                      |
| 2013 | Kijów               | Filharmonia Narodowa Ukrainy                                                                   |
| 2013 | Wilno               | Litewski Narodowy Teatr Opery i Baletu (w ramach III Szczytu Partnerstwa Wschodniego w Wilnie) |
| 2012 | Lublin              | Filharmonia im. H. Wieniawskiego                                                               |
| 2012 | Warszawa            | Filharmonia Narodowa                                                                           |
| 2012 | Mińsk               | Białoruska Filharmonia Państwowa                                                               |
| 2012 | Kijów               | Narodowa Filharmonia Ukrainy                                                                   |
| 2012 | Kiszyniów           | Pałac Narodowy                                                                                 |
| 2012 | Tbilisi             | Konserwatorium Państwowe im. W. Saradżiszwilego                                                |
| 2011 | Gdańsk              | Filharmonia Bałtycka                                                                           |
| 2011 | Kraków              | Filharmonia im. K. Szymanowskiego                                                              |
| 2011 | Sztokholm           | Berwaldhallen                                                                                  |
| 2011 | Lublin              | Filharmonia im. Henryka Wieniawskiego w Lublinie                                               |
| 2011 | Kijów               | Opera Narodowa Ukrainy im. T. Szewczenki                                                       |
| 2011 | Berlin              | Filharmonia Berlińska                                                                          |
| 2011 | Bruksela            | Conservatoire Royal de Bruxelles, Bozar                                                        |
| 2011 | Londyn              | Royal Festival Hall Southbank Centre                                                           |
| 2011 | Madryt              | Teatro Real                                                                                    |
| 2011 | Warszawa            | Filharmonia Narodowa                                                                           |